# 족저근막
족저근막(라틴어: aponeurosis plantaris, 영어: plantar aponeurosis) 또는 족저건막은 발바닥을 지지하는 두꺼운 결합조직을 말한다. 내측 종골 결절과, 몸쪽 발가락 뼈 사이에 퍼져있는 넓은 구조물로, 족저근막은 실제로는 근육의 막인 근막보다 힘줄인 건막에 가깝다. 족저근막은 발아래 아치를 지지하고 몸무게를 견디는 기능을 하는데, 발 전체에서 받는 하중의 약 14%를 담당하는 것으로 추정된다. 카데바를 이용한 실험에서 족저근막은 약 최소 87kg에서 크게 145kg의 하중을 견딜 수 있다. 족저근막은 주로 콜라겐 섬유로 이루어져있다. 발뒤꿈치뼈의 결절에서 시작하여 발허리뼈의 머리에 붙는다.
많은 경우 족저근막은 발바닥 통증의 원인이 되는데, 악화될 경우 족저근막염으로 발전할 수 있다.